# Căderea zeilor
Căderea zeilor (în engleză The Damned, italiană La caduta degli dei, germană Die Verdammten) este un film italo-german din 1969 regizat de Luchino Visconti. În rolurile principale au interpretat Helmut Berger, Dirk Bogarde, Ingrid Thulin, Helmut Griem, Umberto Orsini, Charlotte Rampling, Florinda Bolkan și Albrecht Schönhals. Are loc în Germania anilor 1930. Filmul se concentrează pe soții Essenbeck, o familie bogată de industriași care a început să facă afaceri cu Partidul Nazist și al cărei moștenitor amoral și instabil, Martin, este implicat în mașinațiunile familiei sale. Se bazează în general pe familia Krupp de industriași din Essen, Germania.

## Prezentare
În Germania anilor 1930, familia Essenbeck este o familie bogată și puternică de industriași care a început să facă afaceri cu Partidul Nazist. În noaptea incendierii Reichstagului de la începutul anului 1933, patriarhul conservator al familiei, baronul Joachim von Essenbeck, care reprezintă vechea Germania aristocratică și detestă pe Adolf Hitler, își sărbătorește ziua de naștere. La sărbătoare copiii familiei cântă pentru baron, pentru familia sa și oaspeți pe o scenă improvizată. În timp ce nepotul Gunther interpretează o piesă muzicală la violoncel, nepotul Martin susține un spectacol îmbrăcat în femeie - moment în care este întrerupt de vestea că Reichstag-ul a fost incendiat.
Mama posesivă a lui Martin (și nora văduvă a lui Joachim), Sophie, are în secret o aventură de lungă durată cu Friedrich Bruckmann, un director al oțelăriilor familiei. Socrul ei îi cere în mod tacit ca Sophie să nu se recăsătorească niciodată și ambii se tem că, dacă relația lor ar fi expusă, Sophie ar fi renegată și Friedrich concediat. Friedrich este prieten cu un văr al soțului decedat al lui Sophie; un lider SS pe nume Aschenbach, Aschenbach este conștient că Friedrich vrea titlul de baron; el este, de asemenea, conștient de faptul că baronul a împărțit controlul asupra companiei prin testamentul său: nepotul său fără scrupule, ofițerul grosolan SA Konstantin, va moșteni compania, dar Martin va moșteni suficiente acțiuni pentru a-i oferi control de facto asupra direcției pe care o va lua compania în viitor.

## Distribuție
- Dirk Bogarde - Friedrich Bruckmann
- Ingrid Thulin - Sophie von Essenbeck
- Helmut Berger - Martin von Essenbeck
- Helmut Griem - Hauptsturmführer Aschenbach
- Renaud Verley - Günther von Essenbeck
- Umberto Orsini - Herbert Thallman
- Reinhard Kolldehoff - Konstantin von Essenbeck
- Charlotte Rampling - Elizabeth Thalmann
- Albrecht Schoenhals - Joachim von Essenbeck
- Florinda Bolkan - Olga
- Nora Ricci - the Governess
- Karin Mittendorf - Thilde Thalmann
- Valentina Ricci - Erika Thalmann
- Irina Wanka - Lisa Keller
- Wolfgang Hillinger - Janek
- Karl-Otto Alberty - Lommell